# Reyer Venezia Mestre Femminile 2017-2018
Questa voce raccoglie le informazioni riguardanti il Reyer Venezia Mestre Femminile nelle competizioni ufficiali della stagione 2017-2018.

## Stagione
La stagione 2017-2018 della Umana Venezia è la quindicesima che disputa in Serie A1 dalla rifondazione del 1998.
La squadra partecipa per il terzo anno consecutivo all'EuroCup.

## Verdetti stagionali
Competizioni nazionali
- Serie A1: (29 partite)

stagione regolare: 2º posto su 10 squadre (17-5);
play-off: semifinale persa contro Ragusa (2-3).
- Coppa Italia: (1 partita)

Final four: semifinale persa contro Lucca.
Competizioni europee
- EuroCup: (16 partite)

stagione regolare: 1º posto su 4 squadre nel gruppo I (6-0);
sconfitta in finale dal Galatasaray (risultato aggregato: 140-155).

## Organigramma societario
Area dirigenziale
- Presidente: Federico Casarin

Area Tecnica
- Allenatore: Andrea Liberalotto
- Vice Allenatore: Francesco Iurlaro
- Assistente Allenatore: Juan Pernias Escrig
- Preparatore atletico: Davide Rocco
- Responsabile Settore Giovanile: Franco Conchetto
- Addetto Statistiche: Maurizio Ferrara

Area Sanitaria
- Medico Sociale: Diego Turchetto
- Fisioterapista: Lisa Bortolato

## Roster
| Reyer Venezia Mestre Femminile | Reyer Venezia Mestre Femminile |
| Giocatrici                     | Staff tecnico                  |
| ------------------------------ | ------------------------------ |

| 2  | Serbia (bandiera) · Italia (bandiera)       | GA | Milica Mićović        | 1984 | 182 cm |  |  |
| 4  | Italia (bandiera)                           | AC | Martina Bestagno      | 1990 | 189 cm |  |  |
| 5  | Italia (bandiera)                           | P  | Debora Carangelo (C)  | 1992 | 169 cm |  |  |
| 7  | Italia (bandiera)                           | G  | Martina Kacerik       | 1996 | 181 cm |  |  |
| 8  | Stati Uniti (bandiera)                      | G  | Riquna Williams       | 1990 | 170 cm |  |  |
| 10 | Italia (bandiera)                           | A  | Valeria De Pretto     | 1991 | 185 cm |  |  |
| 11 | Italia (bandiera)                           | C  | Martina Sandri        | 1988 | 184 cm |  |  |
| 14 | Slovacchia (bandiera)                       | C  | Marie Růžičková       | 1986 | 190 cm |  |  |
| 15 | Italia (bandiera)                           | P  | Caterina Dotto        | 1993 | 170 cm |  |  |
| 18 | Italia (bandiera)                           | AC | Sara Madera           | 2000 | 186 cm |  |  |
| 20 | Stati Uniti (bandiera)                      | A  | Camille Little        | 1985 | 188 cm |  |  |
| 21 | Italia (bandiera)                           | G  | Giulia Zecchin        | 1997 | 176 cm |  |  |
| 23 | Italia (bandiera)                           | G  | Anna Togliani         | 1998 | 168 cm |  |  |
| 28 | Italia (bandiera)                           | G  | Giovanna Elena Smorto | 1999 | 177 cm |  |  |
| 44 | Stati Uniti (bandiera) · Romania (bandiera) | AC | Ashley Walker         | 1987 | 187 cm |  |  |

| Allenatore                                                                                           |
| - Andrea Liberalotto                                                                                 |
| Assistente/i                                                                                         |
| - Francesco Iurlaro - Juan Pernias Escrig Legenda - (C) Capitano Roster Aggiornato al: 30 marzo 2018 |

## Mercato

### Sessione estiva
| Acquisti | Acquisti              | Acquisti         | Acquisti   |
| R.       | Nome                  | da               | Modalità   |
| -------- | --------------------- | ---------------- | ---------- |
| C        | Martina Bestagno      | Famila Schio     | definitivo |
| PG       | Martina Kacerik       | Pall. Torino     | definitivo |
| G        | Riquna Williams       | Osmaniye Genclik | definitivo |
| A        | Valeria De Pretto     | Cest. Spezzina   | definitivo |
| G        | Giovanna Elena Smorto | Sistema Rosa     | definitivo |

| Cessioni | Cessioni            | Cessioni              | Cessioni       |
| R.       | Nome                | a                     | Modalità       |
| -------- | ------------------- | --------------------- | -------------- |
| G        | Francesca Melchiori | Le Mura Lucca         | fine contratto |
| AC       | Lorela Cubaj        | Georgia T. Yel. Jack. | fine contratto |
| AC       | Elena Castello      | Pall. Broni           | fine contratto |
| P        | Federica Destro     | Vicenza               | fine contratto |
| PG       | Giulia Togliani     | B.T. Crema            | fine contratto |
| P        | Ashleigh Fontenette | Bornova               | fine contratto |
| A        | Silvia Favento      | Lulea BBK             | fine contratto |

### Sessione invernale
| Acquisti | Acquisti       | Acquisti           | Acquisti   |
| R.       | Nome           | da                 | Modalità   |
| -------- | -------------- | ------------------ | ---------- |
| A        | Camille Little | Lattes Montpellier | definitivo |

| Cessioni | Cessioni | Cessioni | Cessioni |
| R.       | Nome     | a        | Modalità |
| -------- | -------- | -------- | -------- |

## Risultati

### Serie A1

#### Play-off

##### Quarti di finale
| Arbitri: | Luca Bonfante (Lonigo) Alessandro Saraceni (Zola Predosa) Maria Giulia Forni (Cervia) |

|              |          |             |
| Williams 16  | Punti    | 16 Tikvić   |
| Williams 8   | Assist   | 4 Bocchetti |
| Růžičková 13 | Rimbalzi | 6 Tikvić    |

| Arbitri: | Marco Vita (Ancona) Marco Barbiero (Milano) Valeria Lanciotti (Porto san Giorgio) |

|                      |          |             |
| Milazzo 12           | Punti    | 13 Bestagno |
| quattro giocatrici 2 | Assist   | 6 Williams  |
| Brunner, Gill 8      | Rimbalzi | 9 Little    |

##### Semifinale
| Arbitri: | Gianluca Capotorto (Palestrina) Leonardo Solfanelli (Livorno) Diletta Bandinelli (Perugia) |

|             |          |           |
| Williams 33 | Punti    | 16 Kuster |
| Williams 3  | Assist   | 3 Soli    |
| Williams 11 | Rimbalzi | 13 Hamby  |

| Arbitri: | Luca Bonfante (Lonigo) Giampaolo Marota (San Benedetto del Tronto) Giulia Sartori (Arsiè) |

|             |          |          |
| Bestagno 18 | Punti    | 24 Ndour |
| Dotto 4     | Assist   | 6 Hamby  |
| Walker 7    | Rimbalzi | 11 Hamby |

| Arbitri: | Chiara Maschietto (Treviso) Valerio Salustri (Roma) Corrado Triffiletti (Messina) |

|                            |          |             |
| Consolini, Hamby, Ndour 14 | Punti    | 18 Little   |
| Soli 5                     | Assist   | 3 Dotto     |
| Hamby 14                   | Rimbalzi | 10 Williams |

| Arbitri: | Calogero Cappello (Porto Empedocle) Michele Capurro (Reggio Calabria) Rosa Anna Nocera (Cosenza) |

|                   |          |              |
| Hamby 16          | Punti    | 18 Williams  |
| Consolini, Soli 5 | Assist   | 2 Williams   |
| Hamby 18          | Rimbalzi | 10 Růžičková |

| Arbitri: | Umberto Tallon (Bologna) Daniele Yang Yao (Vigasio) Claudia Ferrara (Napoli) |

|              |          |                |
| Carangelo 18 | Punti    | 18 Hamby       |
| Williams 3   | Assist   | 3 Kuster, Soli |
| Carangelo 8  | Rimbalzi | 16 Hamby       |

### Coppa Italia

#### Semifinale
| Arbitri: | Marcello Callea (Sassari) Silvia Marziali (Edolo) Claudia Ferrara (Napoli) |

|            |          |              |
| Roberts 20 | Punti    | 19 Williams  |
| Udodenko 4 | Assist   | 2 Růžičková  |
| Roberts 10 | Rimbalzi | 16 Růžičková |

### EuroCup (Eurocoppa)

#### Regular season: Gruppo I
|    | Squadra               | Pt. | G | V | P | PF  | PS  | diff |
| -- | --------------------- | --- | - | - | - | --- | --- | ---- |
| 1. | Umana Reyer Venezia   | 12  | 6 | 6 | 0 | 437 | 304 | +133 |
| 2. | TSV 1880 Wasserburg   | 9   | 6 | 3 | 3 | 394 | 365 | +29  |
| 3. | Elfic Fribourg Basket | 8   | 6 | 2 | 4 | 360 | 412 | -52  |
| 4. | KP Brno               | 7   | 6 | 1 | 5 | 354 | 464 | -110 |

#### Girone di andata
| Arbitri: | Bojan Jovanic Sinem Tetik Martin Vulic |

|                        |          |           |
| Bestagno 22            | Punti    | 9 Rol     |
| Carangelo, De Pretto 4 | Assist   | 4 Mayombo |
| Růžičková 6            | Rimbalzi | 8 Giroud  |

| Arbitri: | Jelena Tomic Abigail Catrix Geert Jacobs |

|           |          |                     |
| Palmer 15 | Punti    | 11 Walker, Williams |
| Tobin 4   | Assist   | 3 Carangelo         |
| Tobin 8   | Rimbalzi | 5 Bestagno          |

| Arbitri: | Pedro Coelho Josip Jurcevic Mehmet Sahin |

|                        |          |                      |
| Růžičková, Williams 12 | Punti    | 12 Šujanová          |
| quattro giocatrici 3   | Assist   | 4 Andelová, Kopecka  |
| Růžičková 11           | Rimbalzi | 5 Burgrová, Šujanová |

#### Girone di ritorno
| Arbitri: | Ofer Manheim Milosav Kaludjerovic Marion Ortis |

|                       |          |              |
| Mayombo 20            | Punti    | 15 Carangelo |
| Mayombo 5             | Assist   | 4 Kacerik    |
| Giroud, A. Williams 6 | Rimbalzi | 8 Růžičková  |

| Arbitri: | Bojan Jovanic Sergey Krug Jelena Tomic |

|              |          |                       |
| Růžičková 12 | Punti    | 21 Palmer             |
| Růžičková 5  | Assist   | 3 Deura, Záplatová    |
| Růžičková 9  | Rimbalzi | 5 Galliou-Loko, Tobin |

| Arbitri: | Maka Kupatadze Paulina Gajdosz Ozge Sentürk |

|                                  |          |               |
| Burgrová, Remenarova, Šujanová 9 | Punti    | 13 Dotto      |
| Kopecka 3                        | Assist   | 3 A. Togliani |
| Burgrová, Šujanová 7             | Rimbalzi | 6 Růžičková   |

#### Sedicesimi di finale
| Arbitri: | Sebastien Clivaz Mehmet Karabilecen Martin Van Hoye |

|                |          |              |
| Šulčiūtė 13    | Punti    | 20 Růžičková |
| Diémé-Marizy 5 | Assist   | 9 Dotto      |
| Bruner 8       | Rimbalzi | 6 Walker     |

| Arbitri: | Chrisostomos Schinas Adalsteinn Hjartarson Milan Spanic |

|                               |          |                 |
| Carangelo 17                  | Punti    | 11 Diémé-Marizy |
| Dotto, Kacerik, A. Togliani 4 | Assist   | 4 Šulčiūtė      |
| Bestagno, Carangelo, Walker 5 | Rimbalzi | 9 Bruner        |

#### Ottavi di finale
| Arbitri: | Charalampos Karakatsounis Mehmet Karabilecen Jelena Tomic |

|                      |          |             |
| Morris 13            | Punti    | 21 Williams |
| Bálintová 5          | Assist   | 6 Walker    |
| Jurčenková, Peters 6 | Rimbalzi | 11 Walker   |

| Arbitri: | Tamas Benczur Paulo Marques Aleksander Pavlov |

|              |          |           |
| Růžičková 13 | Punti    | 27 Morris |
| Carangelo 3  | Assist   | 6 Morris  |
| Walker 14    | Rimbalzi | 7 Peters  |

#### Quarti di finale
| Arbitri: | Gentian Cici Vladimir Tsekov Boris Krejic |

|            |          |              |
| Hartley 25 | Punti    | 17 Růžičková |
| Yalçın 4   | Assist   | 4 Williams   |
| Gajić 18   | Rimbalzi | 11 Růžičková |

| Arbitri: | Aleksandar Milojevic Elena Chernova Zoran Mitrovski |

|             |          |            |
| Williams 25 | Punti    | 19 Hartley |
| Walker 3    | Assist   | 6 Hartley  |
| Růžičková 8 | Rimbalzi | 15 Thomas  |

#### Semifinale
| Arbitri: | Mart Uuehendrik Jelena Tomic Marek Kukelcik |

|                      |          |              |
| Mitchell, Snycina 17 | Punti    | 13 Walker    |
| Mitchell 5           | Assist   | 4 Mićović    |
| Paris 17             | Rimbalzi | 15 Růžičková |

| Arbitri: | Vilius Maciulaitis Andrada Csender Luka Kardum |

|                     |          |                          |
| Williams 24         | Punti    | 17 Paris, Ben Abdelkader |
| Carangelo, Walker 6 | Assist   | 5 Öztürk                 |
| Carangelo 8         | Rimbalzi | 20 Paris                 |

#### Finale
| Arbitri: | Jasmina Juras Gintaras Vitkauskas Ventsislav Velikov |

|              |          |             |
| Quigley 37   | Punti    | 21 Williams |
| Alben 12     | Assist   | 5 Williams  |
| Petronytė 12 | Rimbalzi | 9 Williams  |

| Arbitri: | Andris Aunkrogers Janusz Calik Boris Krejic |

|             |          |              |
| Williams 16 | Punti    | 21 Davis     |
| Williams 5  | Assist   | 4 Petronytė  |
| Carangelo 8 | Rimbalzi | 13 Petronytė |

## Statistiche

### Statistiche di squadra
| Competizione | Punti | In casa | In casa | In casa | In casa | In casa | In trasferta | In trasferta | In trasferta | In trasferta | In trasferta | Totale | Totale | Totale | Totale | Totale | Totale |
| Competizione | Punti | G       | V       | P       | Ptf     | Pts     | G            | V            | P            | Ptf          | Pts          | G      | V      | P      | Ptf    | Pts    | Diff.  |
| ------------ | ----- | ------- | ------- | ------- | ------- | ------- | ------------ | ------------ | ------------ | ------------ | ------------ | ------ | ------ | ------ | ------ | ------ | ------ |
| Serie A1     | 34    | 11      | 11      | 0       | 806     | 636     | 11           | 6            | 5            | 719          | 680          | 22     | 17     | 5      | 1525   | 1316   | +209   |
| Play-off     |       | 4       | 2       | 2       | 269     | 260     | 3            | 2            | 1            | 196          | 168          | 7      | 4      | 3      | 465    | 428    | +37    |
| Coppa Italia |       | -       | -       | -       | -       | -       | 1            | 0            | 1            | 51           | 55           | 1      | 0      | 1      | 51     | 55     | -4     |
| EuroCup      | 12    | 8       | 7       | 1       | 595     | 450     | 8            | 6            | 2            | 587          | 527          | 16     | 13     | 3      | 1182   | 977    | +205   |
| Totale       | 46    | 23      | 20      | 3       | 1670    | 1346    | 23           | 14           | 9            | 1553         | 1430         | 46     | 34     | 12     | 3223   | 2776   | +447   |

### Andamento in campionato
stagione regolare
| Giornata  | 1 | 2 | 3 | 4 | 5 | 6 | 7 | 8 | 9 | 10 | 11 | 12 | 13 | 14 | 15 | 16 | 17 | 18 |
| --------- | - | - | - | - | - | - | - | - | - | -- | -- | -- | -- | -- | -- | -- | -- | -- |
| Luogo     | C | T | C | C | T | C | T | T | C | T  | C  | T  | T  | C  | T  | C  | C  | T  |
| Risultato | V | V | V | V | P | V | P | P | V | V  | V  | P  | V  | V  | V  | V  | V  | V  |
| Posizione | 2 | 2 | 1 | 1 | 1 | 1 | 3 | 4 | 3 | 2  | 2  | 2  | 2  | 2  | 2  | 2  | 2  | 2  |

Legenda:

Luogo: C = Casa; T = Trasferta. Risultato: V = Vittoria; P = Sconfitta.
fase a orologio
| Giornata  | 1 | 2 | 3 | 4 |
| --------- | - | - | - | - |
| Luogo     | C | T | C | T |
| Risultato | V | P | V | V |
| Posizione | 2 | 2 | 2 | 2 |